# ريتشارد فيسك
ريتشارد فيسك (بالإنجليزية: Richard Fiske)‏ مواليد 20 نوفمبر 1915 في شيلتون، الولايات المتحدة - الوفاة 10 أغسطس 1944 في فرنسا، هو ممثل أمريكي بدأ مسيرته الفنية سنة 1938. ظهر في قرابة 80 فيلما. من أعماله أكروس ذا سيراس.

## الجوائز
- ميدالية النجمة البرونزية
- وسام القلب الأرجواني

## روابط خارجية
- ريتشارد فيسك على موقع IMDb (الإنجليزية)
- ريتشارد فيسك على موقع قاعدة بيانات الفيلم (الإنجليزية)